# Национал-социалистическая рабочая партия Дании
Национа́л-социалисти́ческая рабо́чая па́ртия Да́нии (дат. Danmarks Nationalsocialistiske Arbejderparti, DNSAP) — датская политическая партия, основанная в 1930 году для реализации идеологии национал-социализма.

## История
Партия была основана 16 ноября 1930 года, после успеха нацистов в Германии на выборах в рейхстаг. При создании партии основные атрибуты были скопированы с немецкой НСДАП: коричневые мундиры, свастика как символ партии, гитлеровское приветствие. Партийная программа представляла собой почти дословный перевод 25 пунктов программы НСДАП. Даже официальный партийный гимн был датской версией песни о Хорсте Весселе. Различие со своим немецким «большим братом» заключалось в лояльном отношении к датской монархии и церкви.
В 1933 году вместо основателя и первого лидера ДНСРП бывшего офицера Кая Лембке лидером партии стал Фриц Клаузен, который сосредоточил основную деятельность на территории Северного Шлезвига, где проживала самая большая в Дании немецкая диаспора.
На парламентских выборах 1935 года партия получила 16 300 голосов, то есть едва 1 % всех поданных голосов. В 1939 году, при членстве в партии 5000 человек, она получила 31 000 голосов, то есть 1,8 %, и смогла послать в парламент 3 депутатов. Основной процент голосов ДНСРП всегда получал в Северном Шлезвиге. К концу 1930-х годов главой молодёжной секции ДНСРП — НСУ — стал российский эмигрант и датский лейб-гвардеец Кристиан фон Шальбург, быстро завоевавший популярность в рядах ультраправых.
9 апреля 1940 года Дания была оккупирована немецкими войсками. Датское правительство получило разрешение продолжать свою деятельность, но с условием сотрудничества с Третьим рейхом. ДНСРП поддержала вторжение Германии и вышла с предложением восстановить старые границы и возвратить Северный Шлезвиг немцам, но данное предложение было отложено до окончательной победы Германии в войне. В составе коалиционного правительства военного времени (1940—1943) представители ДНСРП отсутствовали.
Несмотря на оккупацию Германией и финансовую поддержку немецких собратьев, партия не участвовала в управлении и владении страной. В основном местное население относилось к членам ДНСРП с презрением, их мероприятия бойкотировались. На выборах 1943 года партия снова получила 3 места в парламенте, набрав 2,1 % голосов. Разочарованный результатами выборов Фриц Клаузен покинул партию.
После освобождения союзниками в мае 1945 года ДНСРП официально распущена. В настоящее время в Дании существует основанная в 1991 году партия «Национал-социалистическое движение Дании».

## Организационная структура
Во главе партии стоял председатель, отдельные отраслевые вопросы ведали ландесляйтеры (landsledere). Партия состояла из сисл (sysler) во главе с руководителями сисл (sysselleder), сисла — из герадов (herreder). Имела собственную молодёжную организацию — Датскую национал-социалистическую молодёжь (Danmarks Nationalsocialistiske Ungdom), во главе с ландесюгендфюрером (landsungdomsfører) и делившаяся на банны. Также имела собственную боевую организацию — «штурмовые отряды» («Storm Afdelinger»), состоявшие из фюльке (fylke), фюльке состояли из колонн, колонны — из штурмов (storm), штурмы — из групп (gruppe), группы — из секций (sektion). 